# آندرسون باربوسا
آندرسون د کاروالیو باربوسا (انگلیسی: Anderson de Carvalho Barbosa؛ زادهٔ ۱ سپتامبر ۱۹۷۴) بازیکن فوتبال اهل برزیل است.
وی سابقه ۴ بار آقای گلی لیگ برتر امارات را دارا می‌باشد.
از باشگاه‌هایی که در آن بازی کرده‌است می‌توان به باشگاه فوتبال کریسیوما، باشگاه فوتبال فلومیننزه، باشگاه ورزشی اینترناسیونال، باشگاه فوتبال الشارجه، باشگاه فوتبال الوصل امارات، اشاره کرد.